# Крюк (альбом)
«Крюк» — первый альбом группы «Кооператив Ништяк», вышедший на лейбле Zamogilye Records. В редакции Романа Неумоева этот альбом был выпущен в 1987 году рок-группой «Инструкция по Выживанию» под названием «Ночной бит».
Про этот период творчества музыкантов пишет Мирослав Немиров в «Большой Тюменской Энциклопедии»:
«Ещё один россиянин из города Тюмени. Наиболее известен в качестве автора и исполнителя песен рок и возглавителя многих групп, её играющих.
1986: поступает в тюменский университет на филологический факультет. К тому времени—автор уже нескольких тысяч песен; так о том утверждает он сам, и дальнейшая его деятельность на рок-ниве позволяет этому верить: во всяком случае в 1986-87 гг. сочинять по три десятка песен за день для Рыбьякова — совершенно нормальное явление.
В университете знакомится с Крыловым Ю., в то время — видным деятелем тюменского рок-движения; совместно они образовывают группу „Крюк“, которая примыкает к возглавляемой в это время Р. Неумоевым и, заочно, письмами из надымской ссылки М. Немировым, „Инструкции по Выживанию“».

## Список композиций
1. Газ-трубы
2. Начало зимы
3. Браун Шуга
4. Минорный рок-н-ролл
5. Плоскость стекла
6. Рок-фронт

## Музыканты
- Кирилл Рыбьяков — вокал, гитара
- Юрий Крылов — гитара, рояль
- Саша Ковязин — бас
- Андрей Шегунов — гитара
- Евгений Кузнецов — барабаны